# Iwan Stefan
Iwan Stephan (bulgarisch Иван Стефан; † wohl 1373 in Neapel) war Zar der Bulgaren von 1330 bis 1331. Er war der Sohn von Zar Michael III. Schischman Asen und Anna Neda von Serbien, einer Tochter des Königs Stefan Uroš II. Milutin. Nach der Thronbesteigung seines Vaters 1323 wurde Iwan Stephan zum Mitkaiser ernannt.
Als Michael III. sich von Anna Neda trennte, um Theodora Palaiologina zu heiraten (1324), die Tochter des byzantinischen Kaisers Michael IX., ging Iwan Stephan mit seiner Mutter und seinen Brüdern nach Serbien ins Exil. Nach Michael Asens Tods 1330 in der Schlacht von Welbaschd (heute Kjustendil) unternahm König Stefan Uroš III. Dečanski von Serbien zum Anlass, eine Eroberung Bulgariens zu versuchen. Als er auf entschlossenen Widerstand traf, bestand er nur noch darauf, dass sein Neffe Iwan Stephan als Zar anerkannt wurde.
Obwohl Iwan Stephan zu dieser Zeit nicht mehr minderjährig war, stand er unter dem Einfluss seiner Mutter. Die neue Regierung sah sich einer sofortigen Krise gegenüber, die nicht so sehr aus der Niederlage Michaels III. resultierte, sondern aus der Veränderung der Beziehungen zu Byzanz. Kaiser Andronikos III. Palaiologos fiel in Bulgarien ein, als seine Schwester Theodora Palaiologina und ihre Söhne aus Weliko Tarnowo verjagt wurden, und hatte keine Mühe, die Städte im bulgarischen Thrakien 1331 zu besetzen. Iwan Stephans Unfähigkeit, sich gegen diese Verluste zu wehren, führten zu einem Staatsstreich, der nun ihn, seine Mutter und seine Brüder zur Flucht zwang. Der neue Zar wurde sein Vetter Iwan Alexander.
Iwan Stephan und Anna Neda flohen nach Serbien, mussten aber auch dort weichen, als Serbien und Iwan Alexander 1332 ein Bündnis schlossen, und gingen nach Dubrovnik. Anna Neda versuchte die gesamten 1330er Jahre hindurch, ihren Sohn wieder auf den Thron zu bringen, doch brach ihre Revolte 1337 zusammen.
Iwan Stephan ging mit seiner Mutter nach Süditalien, wo er (unter dem Namen Ludovicus) eine uneheliche Tochter des Fürsten Philipp I. von Tarent heiratete; die Ehe blieb kinderlos. 1342 begleitete er Johannes Kantakuzenos bei dessen Flucht aus Konstantinopel. Zwanzig Jahre später, 1363, befindet er sich in sienesischer Gefangenschaft. Vermutlich starb er 1373 in Neapel.